# Doble Bragado de 2007
La 72ª edición de la Doble Bragado se disputó desde el 5 hasta el 11 de febrero de 2007, constó de 7 etapas de las cuales una fue contrarreloj individual con una distancia total acumulada de 1.096,2 kilómetros.
El ganador fue Ángel Darío Colla del equipo Ciudad del Chivilcoy, quien se impuso por segunda vez en la clasificación general, fue escoltado en el podio por Juan Curuchet del equipo Municipalidad de 3 de Febrero y tercero Fernando Antogna del equipo Ciudad del Chivilcoy.

## Ciclistas participantes
Participaron 81 ciclistas, distribuidos en 10 equipos integrados como máximo por 9 corredores cada uno, de los cuales 9 equipos eran argentinos y uno uruguayo. 
Finalizaron 72 ciclistas.

#### Equipos
| Municipalidad de 3 de Febrero | Club Ciclista Bragado | Nene-Coach-Colner |
| - 1. Matias Medici - 2. Cristian Clavero - 3. Miguel Salgado - 4. Eddy Cisneros - 5. Gabriel Richard* - 6. Raul Turano - 7. Walter Pérez - 8. Diego Gorosito - 9. Juan Esteban Curuchet | - 10. Roberto Prezioso - 11. Sebastian Cancio - 12. Sebastian Donadio - 13. Matias Sassone - 14. Claudio Flores - 15. Guillermo Miconi - 16. Gustavo López - 17. German Broggi - 18. Luciano Santos*                | - 19. Gastón Corsaro - 20. Facundo Bazzi - 21. Ezequiel Romero - 22. Mauro Richeze* - 23. Diego Fernández Paez - 25. Carlos Anias* - 26. Emanuel Anias* - 27. Germán López                         |
| Telefónicos de Entre Ríos | Nuevas Bases Pergamino | Union Ciclista Beto Marquez |
| - 28. Diego Simiani - 29. Gustavo Borcard* - 30. Diego Valenzuela - 31. Demis Alemán* - 33. Marcos Santucho* - 34. Gastón Agüero* - 35. Martín Hernández - 36. Juan Hernán Roque*       | - 37. Hugo Pratisoli - 38. Herminio Suárez - 39. Favio Cianci - 40. Julian Ornetti* - 41. Sebastian Medina* - 42. Lucas Sebastian Haedo - 44. Sebastian Alexandre - 45. Alejandro Borrajo                           | - 46. Geremias Rodríguez - 47. Pablo Ciancio - 48. Hector Tourn - 50. Marcos Marquez Maquias* - 51. Albaro Marques Maquias - 52. Marcos Gabriel Gómez - 53. Edgardo Rodríguez - 54. Milton Wynants |
| Ciudad de Chivilcoy | Ciudad de Bragado | Ciudad de Lanús |
| - 55. Ángel Darío Colla - 56. Fernando Antogna - 57. Pedro Prieto - 58. Armando Borrajo - 59. Jorge Montenegro - 60. Federico Pagani* - 62. Marcos Crespo*                              | - 64. Aldo Expósito - 65. Fernando Cruz Robledo - 66. Franco Lopardo* - 67. Juan Norvi* - 68. Pablo De La Barrera - 69. Lucas De La Barrera* - 70. Gabriel Curuchet* - 71. Luis Miguel Galvan* - 72. Lucas Lopardo* | - 82. Alejandro Saraceni - 83. David López - 84. Omar Guiñazu - 85. Juan Carlos Manzano - 86. Javier Fernandez - 87. Lucio Martínez* - 89. Marcelo De Los Santos - 90. Cristian Prelliza*          |
| Bicicletas Bianchi | | |
| - 91. Martin Ercila* - 93. Javier Schaab - 94. Juan Ramirez Miraballes - 95. Leandro H. Márquez - 96. Ezequiel Castro - 98. Nicolas Arachichu de Armas* - 99. Jorge Sosa                | | |

## Etapas
| Etapa | Fecha         | Recorrido               | km        | Ganador           | Líder             |
| 1ª    | 5 de febrero  | Caseros - Mercedes      | 124       | Ángel Darío Colla | Ángel Darío Colla |
| 2ª    | 6 de febrero  | Mercedes - Chacabuco    | 164       | Ángel Darío Colla | Ángel Darío Colla |
| 3ª    | 7 de febrero  | Chacabuco - Pergamino   | 156       | Walter Pérez      | Ángel Darío Colla |
| 4ª    | 8 de febrero  | Circuito en Pergamino   | 132,9     | Erminio Suárez    | Ángel Darío Colla |
| 5ª    | 9 de febrero  | Pergamino - Bragado     | 207       | Mauro Richeze     | Ángel Darío Colla |
| 6ª A  | 10 de febrero | Bragado                 | 16,9(CRI) | Matias Medici     | Juan Curuchet     |
| 6ª B  | 10 de febrero | Circuito en Bragado     | 105,4     | Ángel Darío Colla | Ángel Darío Colla |
| 7ª    | 11 de febrero | Bragado - Pablo Podestá | 190       | Gastón Corsaro    | Ángel Darío Colla |

## Clasificación final
| Posición | Ciclista              | Equipo                        | Tiempo      |
| -------- | --------------------- | ----------------------------- | ----------- |
|          | Ángel Darío Colla     | Ciudad de Chivilcoy           | 24 h 42'19" |
| 2        | Juan Curuchet         | Municipalidad de 3 de Febrero | + 6"        |
| 3        | Fernando Antogna      | Ciudad de Chivilcoy           | + 24"       |
| 4        | Sebastián Cancio      | Club Ciclista Bragado         | + 35"       |
| 5        | Claudio Flores        | Club Ciclista Bragado         | + 53"       |
| 6        | Pedro Prieto          | Ciudad de Chivilcoy           | + 58"       |
| 7        | Diego Simiani         | Telefónico de Entre Ríos      | + 1' 09"    |
| 8        | Jorge Montenegro      | Ciudad de Chivilcoy           | + 1' 22"    |
| 9        | Lucas Sebastián Haedo | Nuevas Bases Pergamino        | + 1' 34"    |
| 10       | Mauro Richeze         | Nene-Coach-Colner             | + 1' 39"    |